# Leucania ignorata
Leucania ignorata là một loài bướm đêm trong họ Noctuidae.